# Ахмед Шобаїр
Ахмед Абделазіз Шобаїр (араб. أحمد عبد العزيز شوبير, нар. 28 вересня 1960, Танта) — єгипетський футболіст, що грав на позиції воротаря за клуб «Аль-Аглі», а також національну збірну Єгипту, у складі якої — учасник трьох Кубків африканських націй і чемпіонату світу 1990 року.
Згодом — футбольний функціонер, оглядач на телебаченні та політик.

## Клубна кар'єра
У дорослому футболі дебютував 1983 року виступами за команду «Аль-Аглі», кольори якої і захищав протягом усієї своєї кар'єри гравця, що тривала п'ятнадцять років. У складі команди — семиразовий чемпіон Єгипту, чотириразовий володар Кубка Єгипту, а також володар Кубка чемпіонів КАФ 1987 року. 

## Виступи за збірну
1985 року дебютував в офіційних матчах у складі національної збірної Єгипту. Протягом кар'єри у національній команді, яка тривала 12 років, провів у її формі 107 матчів.
У складі збірної був учасником трьох Кубків африканських націй — 1988 року в Марокко, 1992 року в Сенегалі та 1994 року в Тунісі.
Був основним воротарем єгипетської команди на чемпіонаті світу 1990 року в Італії. Попри те, що команда пропустила лише два голи у трьох іграх групового етапу, цього виявилося недостатнім для виходу до плей-оф — з двома нічиїми Єгипет фінішував на останньому місці у своїй групі.

## Подальше життя
Після завершення ігрової кар'єри працював на телебаченні, де вів власну футбольну передачу. Був віце-президентом Футбольної асоціації Єгипту.
Протягом 2005—2010 років був депутатом Парламенту Єгипту від рідного міста Танти. Представляв правлячу на той час Національно-демократичну партію Єгипту.
Син Ахмеда Шобаїра Мустафа Шобаїр також став футбольним воротарем у клубі «Аль-Аглі».

## Титули і досягнення
- Чемпіон Єгипту (7):

«Аль-Аглі»: 1984-1985, 1985-1986, 1986-1987, 1988-1989, 1993-1994, 1994-1995, 1995-1996
- Володар Кубка Єгипту (4):

«Аль-Аглі»: 1984-1985, 1988-1989, 1992-1993, 1995-1996
- Володар Кубка чемпіонів КАФ (1):

«Аль-Аглі»: 1987
- Переможець Кубка африканських націй: 1986
- Переможець Кубка арабських націй: 1992